# Alberto Caprioli
Alberto Caprioli (ur. 16 listopada 1956 w Bolonii) – włoski kompozytor, dyrygent i pisarz.

## Życiorys
Jest synem profesora matematyki. Studiował w konserwatorium w Padwie kompozycję u Franco Margoli i Camillo Togniego oraz dyrygenturę u Piero Guarino. Kształcił się także pod kierunkiem Tito Gottiego w Bolonii i Kiriłła Kondraszyna w Hilversum. W latach 1979–1983 studiował dyrygenturę u Otmara Suitnera i Friedricha Cerhy w Konserwatorium Wiedeńskim. W latach 1986–1988 odbył uzupełniające studia w zakresie kompozycji pod kierunkiem Pierre’a Schaeffera w Mozarteum w Salzburgu. Uzyskał również doktorat w zakresie nauk humanistycznych na Uniwersytecie Bolońskim.
W 1980 roku otrzymał posadę wykładowcy dyrygentury na Uniwersytecie Bolońskim. Od 1990 roku uczestniczył w pracach nad krytyczną edycją dzieł Bruno Maderny. W 1992 roku założył w Bolonii studio nowej muzyki Progetto Esperia. Opublikował prace poświęcone m.in. R. Schumannowi, F. Hölderlinowi, L. Nono i P. Boulezowi.
Tworzy głównie utwory kameralne. W swojej twórczości wykorzystuje nowoczesne środki techniczne takie jak live electronics i muzyka z taśmy.

## Wybrane kompozycje
(na podstawie materiałów źródłowych)

### Utwory kameralne
- Trio na fortepian, skrzypce i wiolonczelę (1984)
- del celeste confine na kwartet smyczkowy (1985)
- Serenata per Francesca na 6 wykonawców (1985)
- A la dolce ombra na skrzypce, wiolonczelę i fortepian (1985)
- Dialogue na kontrabas i 2 kwartety smyczkowe (1986)
- Symphoniae I/II na skrzypce (1988)
- Due notturni d’obliò na zespół kameralny (1988)
- ...il vostro pianto aurora o luna na flet, klarnet, róg, gitarę i wibrafon (1988)
- Intermedio I na amplifikowany flet i live electronics (1989)
- Vor dem singenden Odem (alla memoria di Luigi Nono) na flet, klarnet, skrzypce, wiolonczelę i gitarę (1990, zrewid. 1992)
- „John Cage”–Variations na flet basowy, klarnet basowy, skrzypce, wiolonczelę i fortepian (1991)
- À quinze ans na wiolonczelę (1991)
- Anges na flet altowy, altówkę i harfę (1993)
- Folâtre (Notturno di rosa) na 2 gitary (1993)
- Evaernesto na flet, klarnet i zespół kameralny (1995)
- Elegia per Carlo Michelstaedter na obój i instrumenty (1998)
- Era na saksofon altowy i kwintet dęty blaszany (1999)

### Utwory fortepianowe
- Elegia (1974)
- Sette frammenti dal diario (1974)
- Les adieux de vent (1974)
- Per lo dolce silentio de la notte na fortepian i taśmę (1987)

### Utwory wokalno-instrumentalne
- Abendlied (omaggio a Gustav Mahler) na sopran i orkiestrę (1977)
- Sonetti di Shakespeare na głos i zespół kameralny (1983)
- Sette frammenti dal Kyrie per Dino Campana na solistów, chór i orkiestrę (1991)
- L’ascesa degli angeli ribelli na głos i instrumenty (1994)
- Dittico baciato na chór i orkiestrę (1994)
- Canto na recytatora i orkiestrę (1998)